# 三浦早苗
三浦 早苗（みうら さなえ、1973年8月22日 - ）は、日本の元女優、元タレント。本名同じ。神奈川県出身。アーティストハウス・ピラミッドに所属していた。

## 来歴
- 1991年 - アーティストハウス・ピラミッドにスカウトされ、モデルとして活動を始めた。
- 1992年 - オーディションを受け、第4代「MEN'S NON-NO・ガールフレンド」に選出される。
- 1993年 - 知名度が上がり[要出典]、アルペンのCMに出演し、注目を集める[要出典]。

## 人物
趣味は音楽鑑賞、映画鑑賞など。
好きな食べ物は和菓子、甘栗、果物。またワイン好きであるが、ブランドには特に拘っていない。嫌いな食べ物はピーマン。
初恋の人は原辰徳で、原の奥さんになりたいと思っていたという。

## 出演

### テレビドラマ
- お金がない!（1994年、フジテレビ）
- ヘルプ!（1995年、フジテレビ）
- 正義は勝つ（1995年、フジテレビ）
- 愛とは決して後悔しないこと（1996年、TBS） - 有田美幸 役
- BLACK OUT 第20話・第21話（1996年、テレビ朝日）
- 対極の天 恋愛二都物語（1996年、テレビ朝日[要検証 – ノート]）
- オ・ト・ナにして。（1996年、テレビ朝日）
- 早乙女千春の添乗報告書 3「草津湯けむりツアー殺人事件」（1996年、TBS） - 三浦弘美 役
- 世にも奇妙な物語 '96秋の特別編「不定期バスの客」（1996年、フジテレビ）
- エコエコアザラク（1997年、テレビ大阪）
- D×D 第8話（1997年、日本テレビ）
- ぼくらの勇気 未満都市 第2話・第9話（1997年、日本テレビ）
- 小市民ケーン 第3話（1999年、フジテレビ）
- 催眠 第1話（2000年、TBS）
- 真夏の恐怖劇場 呪いの5キャラットダイヤ（2000年、TBS）
- 女と愛とミステリー 断崖（2001年、テレビ東京/BSジャパン）
- 金田一少年の事件簿 第7話（2001年、日本テレビ） - 参道麻衣 役
- はみだし刑事情熱系 PART6 第7話（2001年、テレビ朝日） - 宇津見啓子 役
- ゲーム探偵 オレにまかせろ！（2001年12月、朝日放送）
- サイコドクター 第10話・第11話（2002年、日本テレビ）
- ニコニコ日記（2003年、NHK） - 上村タミコ 役
- 新・科捜研の女 第1シリーズ 第7話（2004年、テレビ朝日）

### 映画
- 極道の2号たち（1996年、松竹）
- 野獣死すべし（1997年、大映） - 伊達晶子 役
- 野獣死すべし〜復讐編〜（大映） - 伊達晶子 役
- OSAKAビッグリバーブルース 平成名探偵 阪田京介2（1997年、シネロケット） - 神代典子 役
- 狂弾 KYO-DAN（1999年、東映） - 栗原レナ 役

### バラエティ
- ゲーム王（キング）(朝日放送）
- すんげー!Best10 (朝日放送)
- クイズ日本人の質問（NHK）
- 不思議どっとテレビ。これマジ!?（2001年、テレビ朝日）

### 舞台
- ラブ・レター（2004年、博品館劇場 他）

### CM
- 三菱カラー イメージガール（1992年 - 1993年）
- アルペン イメージガール（1993年 - 1994年）
- 財団法人日本交通管理技術協会 イメージガール（1994年 - 1995年）

### 写真集
- Border-Less（1996年、ぶんか社）